# Ivan Petrovič Larionov
Ivan Petrovič Larionov (23. ledna 1830, Perm – 22. dubna 1889, Saratov) byl ruský hudební skladatel, literát a folklorista. V roce 1860 napsal píseň „Kalinka“, kterou mnozí lidé považují za lidovou.
Ivan Petrovič Larionov se narodil v aristokratické rodině v Permi 23. ledna 1830. Hudbu studoval v Moskvě. Zde vystupoval se školním vojenským sborem a později se stal jeho dirigentem. Poté sloužil jako důstojník u pěšího pluku. V této době napsal několik romancí.